# Ponte di Piave
Ponte di Piave – miejscowość i gmina we Włoszech, w regionie Wenecja Euganejska, w prowincji Treviso.
Według danych na rok 2004 gminę zamieszkiwało 7105 osób, 222 os./km².
Urodził się tu rektor Papieskiej Akademii Kościelnej i dyplomata papieski abp Gino Paro.